# 4338 Велез
4338 Велез (4338 Velez) — астероїд головного поясу, відкритий 14 серпня 1985 року.
Тіссеранів параметр щодо Юпітера — 3,599.